# Яровий Олег Вікторович
Оле́г Ві́кторович Ярови́й (2002—2025) — солдат Збройних сил України, учасник російсько-української війни. Герой України (2025, посмертно).

## Життєпис
Народився 11 листопада 2002 року в селі Довга Пристань Синюхинобрідської сільської територіальної громади Первомайського району Миколаївської області.
У 2021 році, у 18-ти річному віці призваний на службу до лав Національної гвардії України.
У 2024 році підписав контракт з 108-м окремим батальйоном «Вовки Да Вінчі». У серпні 2024 року в місті Українськ протягом тижня самотужки відбивав ворожі атаки.
Загинув 10 липня 2025 року у стрілецькому бою.
Похований у рідному селі.

## Нагороди
- Звання Герой України з удостоєнням ордена «Золота Зірка» (19 липня 2025, посмертно) — за особисту мужність і героїзм, виявлені у захисті державного суверенітету та територіальної цілісності України, самовіддане служіння Українському народові[1][2].